# Patrick Awuah Jr.

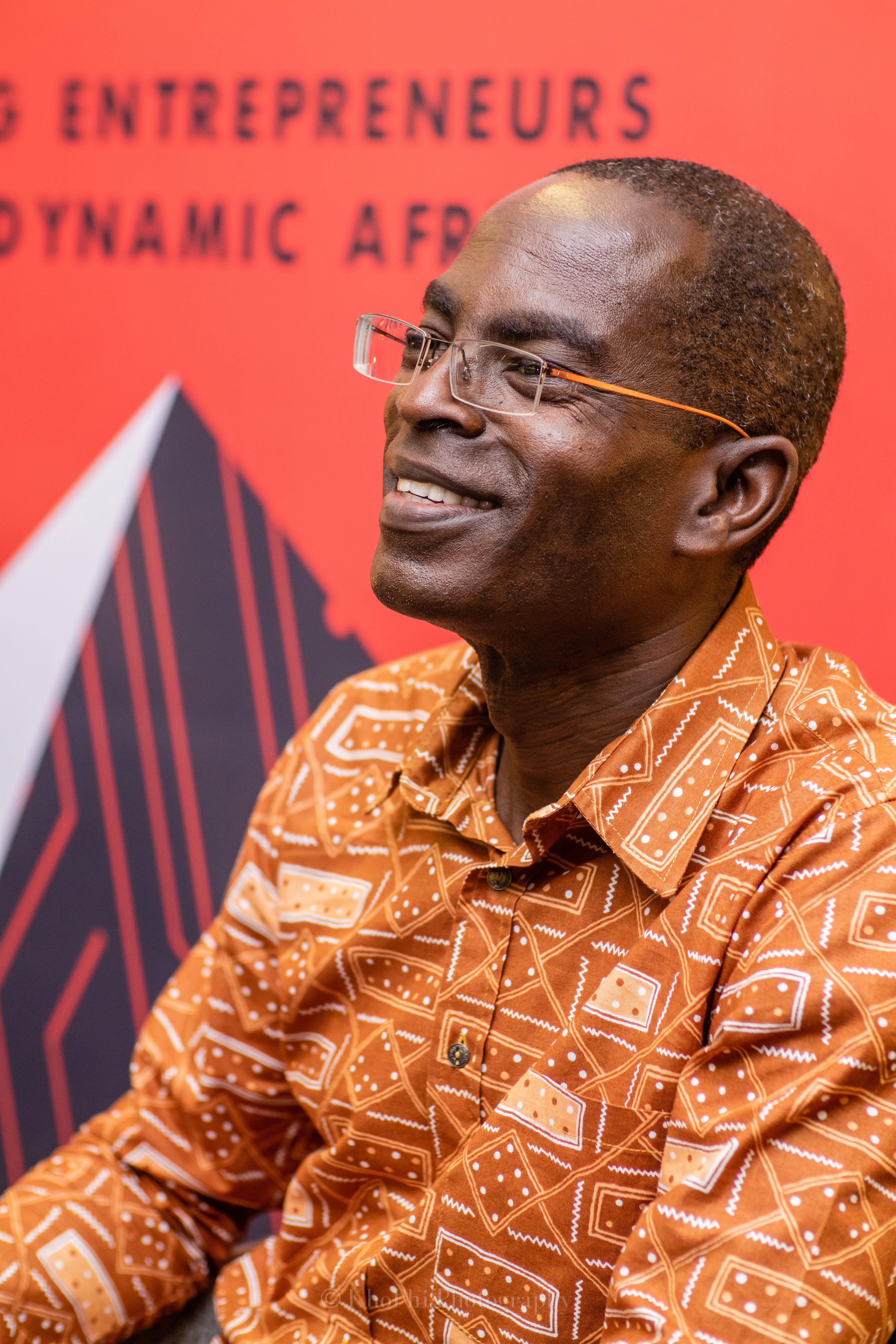
Gründer und Präsident der Ashesi University, Ghana

Patrick Awuah Jr. (* 1965) ist ein ghanaischer Ingenieur, Pädagoge und Unternehmer. Awuah gründete 2002 die Ashesi University, eine private, gemeinnützige ghanaische Einrichtung. Er hat sowohl als Privatperson als auch als Gründer von Ashesi Auszeichnungen erhalten.

## Biographie
Awuah wuchs in Accra, Ghana auf. Er besuchte die Achimota Schule, wo er Hauspräfekt war.
1985 zog er mit einem Vollstipendium in die USA, um das Swarthmore College zu besuchen. Er erwarb Bachelorabschlüsse in Ingenieurwissenschaften und Wirtschaftswissenschaften und schloss sein Studium 1989 ab. Nach seinem Abschluss arbeitete Awuah von 1989 bis 1997 als Softwareentwickler und Programmmanager für Microsoft. Bei Microsoft lernte er seine zukünftige Frau Rebecca kennen, eine Softwaretestingenieurin.
1997 verließ Awuah Microsoft mit dem Ziel, nach Ghana zurückzukehren und dort die nächste Generation afrikanischer Führungskräfte auszubilden. Er schrieb sich an der Haas School of Business der UC Berkeley ein und konzentrierte sich auf die Erstellung eines Geschäftsplans für Ashesi. Awuah, Nina Marini und andere Doktoranden aus Berkeley reisten nach Ghana, um dort eine Machbarkeitsstudie für die Eröffnung einer privaten Universität durchzuführen. Awuah schloss 1999 sein MBA-Studium ab. Im selben Jahr kehrte er mit seiner Familie nach Ghana zurück, um die Ashesi University zu gründen. Awuah ist weiterhin Präsident der Ashesi University.

## Erfolge und Auszeichnungen
- John Kufuor überreichte Awuah 2007 den Order of the Volta Award als Anerkennung für seinen Beitrag zur Hochschulbildung in Ghana.[2]
- 2009 gewann Awuah den John P. McNulty-Preis.[15]
- 2010 wurde Awuah von Fast Company als 87. kreativster Geschäftsmann ausgezeichnet.[16]
- 2014 erhielt er den Elise and Walter A. Haas International Award, der Absolventen der Universität Berkeley ehrt, die sich durch herausragende Verdienste um ihr Heimatland auszeichnen.[17] Im selben Jahr wurde er von der Schwab Foundation for Social Entrepreneurship zum besten Sozialunternehmer gekürt.[18]
- 2015 wurde Awuah von Fortune auf Platz 40 der 50 größten Führungspersönlichkeiten der Welt gelistet und wurde mit einem MacArthur Fellowship ausgezeichnet.[4][5]
- 2017 wurde Awuah mit dem World Innovation Summit for Education (WISE)-Preis ausgezeichnet, einem bedeutenden globalen Bildungspreis.[6]
- 2025 wurde der Sunhak-Friedenspreis für seine Verdienste um die Hochschulbildung durch die Gründung der Ashesi Universität in Ghana verliehen. Weiters wurde seine visionäre Führung der Universität durch innovative Lehrpläne mit Schwerpunkten auf Ethik, Gleichberechtigung, kritisches Denken und Führungsqualitäten, gewürdigt.[19][20]